# Стрешнев, Яков Афанасьевич
Яков Афанасьевич (Меньшой) Стрешнев (ум. после 1641) — городовой дворянин, воевода.

## Биография
Представитель дворянского рода Стрешневых. Младший (шестой) сын Афанасия Ивановича Стрешнева. Старшие братья — Илья, Константин, Леонтий, Яков Большой и Андрей Стрешневы. Внучатый дядя царицы Евдокии Лукьяновны, второй жены царя Михаила Фёдоровича.
В 1611 году Яков Афанасьевич Стрешнев Меньшой был записан городовым дворянином по городе Мещовску. Его поместный оклад — 650 четей, а денежный оклад — 20 рублей.
В 1625—1626 годах — осадный воевода в Мосальске.
17 сентября 1626 года Яков Афанасьевич Стрешнев Меньшой обедал у царя на новоселье после пожара. В том же году во время богомольного «похода» царя Михаила Фёдоровича в село Рубцово (Покровское) для освещения церкви Я. А. Стрешнев вместе с другими дворянами сопровождал царицу. Во поездке царя Михаила Фёдоровича в Троице-Сергиев монастырь Яков Стрешнев сопровождал царя.
В 1627-1628 годах Яков Афанасьевич Стрешнев находился на воеводстве в Каргополе. В 1628 году он присутствовал на крестинах царевны Пелагеи Михайловны.
Между 1628 и 1634 годами — воевода в Воротынске.
В 1634—1641 годах Я. А. Стрешнев Меньшой служил воеводой в Перемышле.